# Латроп (Міссурі)
Латроп (англ. Lathrop) — місто (англ. city) в США, в окрузі Клінтон штату Міссурі. Населення — 2271 особа (2020).

## Географія
Латроп розташований за координатами 39°33′5″ пн. ш. 94°19′43″ зх. д. / 39.55139° пн. ш. 94.32861° зх. д. (39.551502, -94.328629).  За даними Бюро перепису населення США в 2010 році місто мало площу 4,62 км², уся площа — суходіл.

## Демографія
Згідно з переписом 2010 року, у місті мешкало 2086 осіб у 794 домогосподарствах у складі 574 родин. Густота населення становила 451 особа/км².  Було 890 помешкань (192/км²).
Расовий склад населення:
| - 95,2 % — білих - 1,2 % — корінних американців - 1,2 % — чорних або афроамериканців - 0,4 % — азіатів |

До двох чи більше рас належало 1,7 %. Частка іспаномовних становила 1,2 % від усіх жителів.
За віковим діапазоном населення розподілялося таким чином: 28,5 % — особи молодші 18 років, 59,8 % — особи у віці 18—64 років, 11,7 % — особи у віці 65 років та старші. Медіана віку мешканця становила 34,0 року. На 100 осіб жіночої статі у місті припадало 95,9 чоловіків;  на 100 жінок у віці від 18 років та старших — 91,6 чоловіків також старших 18 років.
Середній дохід на одне домашнє господарство  становив 52 762 долари США (медіана — 49 329), а середній дохід на одну сім'ю — 56 494 долари (медіана — 53 438). Медіана доходів становила 42 045 доларів для чоловіків та 32 132 долари для жінок. За межею бідності перебувало 11,6 % осіб, у тому числі 20,2 % дітей у віці до 18 років та 2,4 % осіб у віці 65 років та старших.
Цивільне працевлаштоване населення становило 1016 осіб. Основні галузі зайнятості: освіта, охорона здоров'я та соціальна допомога — 24,5 %, транспорт — 11,2 %, виробництво — 10,5 %, роздрібна торгівля — 10,3 %.